# Mirage: The Remixes
Mirage: The Remixes – drugi remix album holenderskiego DJ-a i producenta muzycznego Armina van Buurena. Wydany 17 czerwca 2011 roku przez wytwórnię płytową, Ultra Records oraz Armada Music.

## Lista utworów
Opracowano na podstawie materiału źródłowego.

### CD 1
| 1.  | "Armin van Buuren feat. Laura V - Drowning (Avicii Remix)"                              | 7:52    |
|     |                                                                                         |         |
| 2.  | "Armin van Buuren feat. Nadia Ali - Feels So Good (Tristan Garner Remix)"               | 6:10    |
|     |                                                                                         |         |
| 3.  | "Armin van Buuren feat. Adam Young - Youtopia (Blake Jarrell Remix)"                    | 6:09    |
|     |                                                                                         |         |
| 4.  | "Armin van Buuren vs Ferry Corsten - Minack (Orjan Nilsen SuperChunk Remix)"            | 6:50    |
|     |                                                                                         |         |
| 5.  | "Armin van Buuren vs Sophie Ellis-Bextor - Not Giving Up On Love (Dash Berlin 4AM Mix)" | 7:06    |
|     |                                                                                         |         |
| 6.  | "Armin van Buuren feat. Winter Kills - Take A Moment (Shogun Remix)"                    | 7:26    |
|     |                                                                                         |         |
| 7.  | "Armin van Buuren - Orbion (Max Graham vs Protoculture Remix)"                          | 7:53    |
|     |                                                                                         |         |
| 8.  | "Armin van Buuren feat. BT - These Silent Hearts (Ralphie B Remix)"                     | 9:28    |
|     |                                                                                         |         |
| 9.  | "Armin van Buuren - Full Focus (Ummet Ozcan Remix)"                                     | 7:03    |
|     |                                                                                         |         |
| 10. | "Armin van Buuren feat. Sophie - Virtual Friend (BT Remix)"                             | 9:19    |
|     |                                                                                         |         |
| 11. | "Armin van Buuren feat. Christian Burns - This Light Between Us (Orchestral Version)"   | 4:01    |
|     |                                                                                         |         |
|     |                                                                                         | 1:19:17 |
|     |                                                                                         |         |

### CD 2
| 1.  | "Armin van Buuren feat. Sophie - Virtual Friend (16 Bit Lolitas Remix)"                                 | 8:17    |
|     | |         |
| 2.  | "Armin van Buuren feat. Ana Criado - Down To Love (Kyau & Albert Remix)"                                | 7:34    |
|     | |         |
| 3.  | "Armin van Buuren - Mirage (Alexander Popov Remix)"                                                     | 7:23    |
|     | |         |
| 4.  | "Armin van Buuren feat. Christian Burns - This Light Between Us (Armin van Buuren's Great Strings Mix)" | 7:22    |
|     | |         |
| 5.  | "Armin van Buuren - I Don't Own You (Andy Moor Remix)"                                                  | 8:52    |
|     | |         |
| 6.  | "Armin van Buuren feat. Winter Kills - Take A Moment (Alex M.O.R.P.H. Remix)"                           | 7:33    |
|     | |         |
| 7.  | "Armin van Buuren feat. Cathy Burton - I Surrender (Sebastian Brandt Remix)"                            | 7:49    |
|     | |         |
| 8.  | "Armin van Buuren feat. VanVelzen - Take Me Where I Wanna Go (Giuseppe Ottaviani Remix)"                | 7:47    |
|     | |         |
| 9.  | "Armin van Buuren - Coming Home (Arctic Moon Remix)"                                                    | 8:35    |
|     | |         |
| 10. | "Armin van Buuren feat. Christian Burns & Bagga Bownz - Neon Hero (Original Mix)"                       | 8:21    |
|     | |         |
|     | | 1:19:33 |
|     | |         |

### Edycja bonusowa
| 1. | "Armin van Buuren - Orbion (Eco Remix)"                                                                | 7:28    |
|    | |         |
| 2. | "Armin van Buuren feat. Adam Young - Youtopia (Tocadisco Remix)"                                       | 6:19    |
|    | |         |
| 3. | "Armin van Buuren feat. Adam Young - Youtopia (ReLocate Remix)"                                        | 8:18    |
|    | |         |
| 4. | "Armin van Buuren feat. Christian Burns - This Light Between Us (Dabruck & Klein Remix)"               | 7:02    |
|    | |         |
| 5. | "Armin van Buuren feat. VanVelzen - Take Me Where I Wanna Go (Chris Schweizer Mix)"                    | 7:00    |
|    | |         |
| 6. | "Armin van Buuren - I Don't Own You (The Thrillseekers Remix)"                                         | 6:44    |
|    | |         |
| 7. | "Armin van Buuren feat. BT - These Silent Hearts (W&W Remix)"                                          | 6:31    |
|    | |         |
| 8. | "Armin van Buuren feat. Jessie Morgan - Love Too Hard [Bonus Track] (Roger Shah Pumpin' Island Remix)" | 7:16    |
|    | |         |
| 9. | "Armin van Buuren vs Ferry Corsten - Minack (Mark Sixma Remix)"                                        | 7:06    |
|    | |         |
|    | | 1:03:44 |
|    | |         |

## Pozycje na listach
| Państwo  | Notowania (2011)   | Najwyższa pozycja |
| -------- | ------------------ | ----------------- |
| Holandia | Album Top 100      | 11                |
| Holandia | CombiAlbum Top 100 | 18                |
| Meksyk   | Albums Top 100     | 84                |
| Polska   | OLiS               | 24                |